# ブレイン・ポリス
ブレイン・ポリス（The Brain Police）は、1968年にカリフォルニア州サンディエゴで結成されたアメリカのサイケデリック・ロックバンド。

## 概要
ソングライターのリック・ランドルとノーマン・ロンバードを中心に、西海岸のサイケデリックシーンでカルト的な人気を誇っていた。1960年代の著名な音楽家たちとのツアーの合間に、ブレイン・ポリスはシングルとアルバム1枚をレコーディングしたが、メジャー・レコード・レーベルからの牽引役にはなれなかった。1968年のセッションから生まれたデモはブートレグでリリースされたが、1990年代には正規品としてリリースされた。

## History
1968年に結成されたブレイン・ポリスは、主要なソングライターであるリック・ランドル（ギター、ボーカル）とノーマン・ロンバード（ベース）に、ランドルの弟デヴィッド（リードギター）、トニー・ジョンソン（ドラムス）が加わり、結成された。しかし、ジョンソンはレコーディングが完了する前にグループを脱退し、シド・スミスが後任となった。このほかにも、ソウル・パトロールというブラック・ソウル・グループがブレイン・ポリスのライブの代役を務めることもあった。
ランドルとロンバルドは以前、ガレージ・ロック・バンドの中で最も早くレコーディングを行ったマンデルズ（The Man-Dells）のメンバーとして共に活動していた。1964年から1965年にかけての数ヶ月間、このグループはロカビリーの影響を受けたシングル「Bonnie」をレコーディングし、リリースした。アザー・フォァと改名したバンドは、1965年から1966年にかけて、全米のレーベル、デッカ・レコードから配給されたものを含め、さらに3枚のシングルをリリースした。音楽史家のリッチー・ウンターバーガーは、アザー・フォーの短い歴史についてコメントしながら、彼らの作品は「最もハードな頃の」モンキーズやビーチボーイズを彷彿とさせると書いている。
サンディエゴで結成された数少ないサイケデリック・ロック・バンド、ブレイン・ポリスは、ジェファーソン・エアプレイン、バッファロー・スプリングフィールド、ストロベリー・アラーム・クロックなど、サイケデリック音楽シーンの同世代のバンドとともにカリフォルニア各地で定期的に演奏していた。同年、メジャーレーベルとのレコーディング契約を目指し、ランドルとロンバルドがラ・メサで書いたオリジナル曲を中心としたデモアルバムをレコーディングした。しかし、バンドには何のオファーもなく、ステッペンウルフとのアメリカ南西部ツアーを最後に解散となった。
この録音は1997年に地元の音楽史家クラーク・ファヴィルが未発表のアルバムを発見し、ロッカデリック・レコードのインプリントでリリースするまで未発表のままだった。ブレイン・ポリスのアルバムは2012年以降、様々なレーベルからリリースされている。2000年、シャドックス・ミュージックは、マンデルズとアザー・フォーの録音を初めてリイシューした「サンディエゴズ・オンリー・サイケデリック・コップス」コンピレーション・アルバムをリリースした。

## ディスコグラフィー

### The Brain Police
（1968年録音、1997年発売）
1. Election for Mayor/Ride My Train of Love
2. I'll Be on the Inside, If I Can
3. I'd Rather See You Dead
4. Find Me a Moment
5. Getting Too Much Higher
6. Adler
7. Gypsy Fast Woman
8. I'll Find Love
9. There's Light Over the City
10. My World of Wax